# Campionati europei di corsa off-road 2024
I II campionati europei di corsa off-road si terranno dal 31 maggio al 2 giugno ad Annecy. Sarà la più importante manifestazione europea di corsa off-road nel 2024 per le categorie assoluta e under 20. Questa sarà la seconda edizione del campionato.

## Gare
| Categoria            | Uomini | Donne |
| -------------------- | ------ | ----- |
| Senior uphill        | 7 km   | 7 km  |
| Under 20 uphill      | 6 km   | 6 km  |
| Senior up and down   | 16 km  | 18 km |
| Under 20 up and down | 6 km   | 6 km  |
| Senior trail         | 62 km  | 62 km |

## Percorsi
Le sole discipline in salita di venerdì vedranno uomini e donne senior partire dalla vicina città di Saint-Jorioz sulla vetta della Montagne Semnoz nella catena dei Bauges. Correranno 7,6 km con un dislivello totale di 990 m. Gli uomini e le donne U20 seguono lo stesso percorso, ma finiscono a 5,6 km, dopo aver comunque scalato 830 m.
Sabato, per le gare di trail gli atleti partono da Faverges e affrontano un brutale percorso di 58,2 km composto da 3.380 m di salita e 3.450 m di discesa mentre si snodano attraverso le Alpi francesi verso il traguardo ad Annecy. 
La classica disciplinaup and down di domenica completa il programma dell'evento. Gli uomini e le donne senior affrontano un percorso punto a punto che inizia a Menthon-Saint-Bernard vicino alle rive del lago di Annecy. Attraverseranno il Mont Veyrier sul percorso di 16,1 km fino al traguardo ad Annecy salendo per 940 m in totale.